# جبل طرب (كحلان عفار)

تعديل مصدري - تعديل

جبل طرب هي إحدى قرى عزلة بنى الطربى بمديرية كحلان عفار التابعة لمحافظة حجة، بلغ تعداد سكانها 218 نسمة حسب تعداد اليمن لعام 2004.